# Симедиана

Треугольник с тремя (серыми) медианами, с тремя (пунктирными) биссектрисами углов и с тремя (красными) симедианами. Симедианы пересекаются в точке Лемуана L, биссектрисы углов — в центре вписанной окружности I, а медианы — в центроиде G.

Симедиана — чевиана треугольника, луч которой симметричен лучу медианы относительно биссектрисы угла, проведенной из той же вершины.

## Свойства
- Симедиана — геометрическое место точек внутри треугольника, выходящее из одной вершины, дающее два равных отрезка, антипараллельных двум сторонам, пересекающимся в этой вершине, и ограниченных тремя сторонами.
- Симедиана является частным случаем чевианы треугольника.
- Отрезки, на которые симедиана делит противоположную сторону, пропорциональны квадратам прилежащих сторон.
- Симедианы треугольника пересекаются в одной точке, которая называется точкой Лемуана и обозначается K или L.
- Точка Лемуана изогонально сопряжена центроиду.
- Сумма квадратов расстояний от точки на плоскости до сторон треугольника минимальна, когда эта точка является точкой Лемуана.
- Расстояния от точки Лемуана до сторон треугольника пропорциональны длинам сторон.
- Точка Лемуана — единственная точка, которая является центроидом своего подерного треугольника.
- Продолжение симедиан проходят через соответствующие вершины тангенциального треугольника.